# Dřín hlavatý
Dřín hlavatý (Cornus capitata) stálezelená dřevina pocházející z Asie. Plody jsou jedlé a v teplejších oblastech je využíván jako okrasná dřevina.

## Charakteristika
Dřín hlavatý je stálezelený keř nebo strom obvykle 3 až 15 metrů vysoký. Kůra je hnědá až černošedá, mladé větévky jsou šedozelené, starší šedohnědé. Listy jsou oboustranně šedavě zelené, kožovité, úzce oválné až kopinaté, 5 až 12 cm dlouhé a 2 až 4 cm široké, špičaté a s klínovitou bází. Čepel listů je na spodní straně hustě chlupatá přitisklými chlupy. Žilnatina je velmi řídká, na každé straně listu jsou jen 3 nebo 4 žilky. Květy jsou uspořádány v kulovitém staženém vrcholíku, podepřeném 4 velkými až 6 cm dlouhými bílými nebo narůžovělými listeny. Plodem jsou peckovice srůstající do kulovitého fialovočerveného plodenství.
Přirozený areál rozšíření dřínu hlavatého je v jižní Číně, Indii, Nepálu, Barmě a Bhútánu. Roste ve stálezelených a smíšených lesích v nadmořské výšce 1000 až 3200 m.

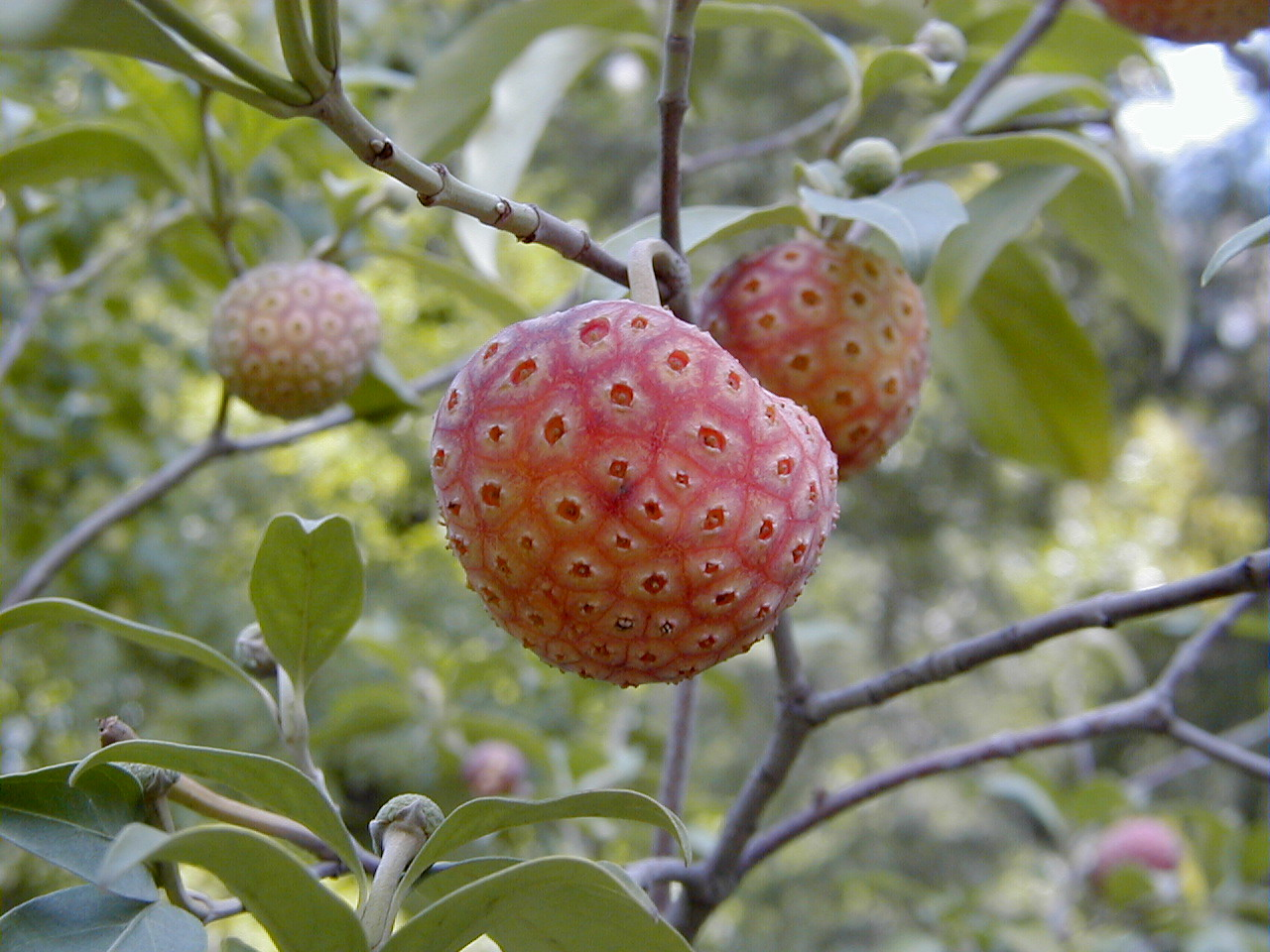
Plodenství dřínu hlavatého
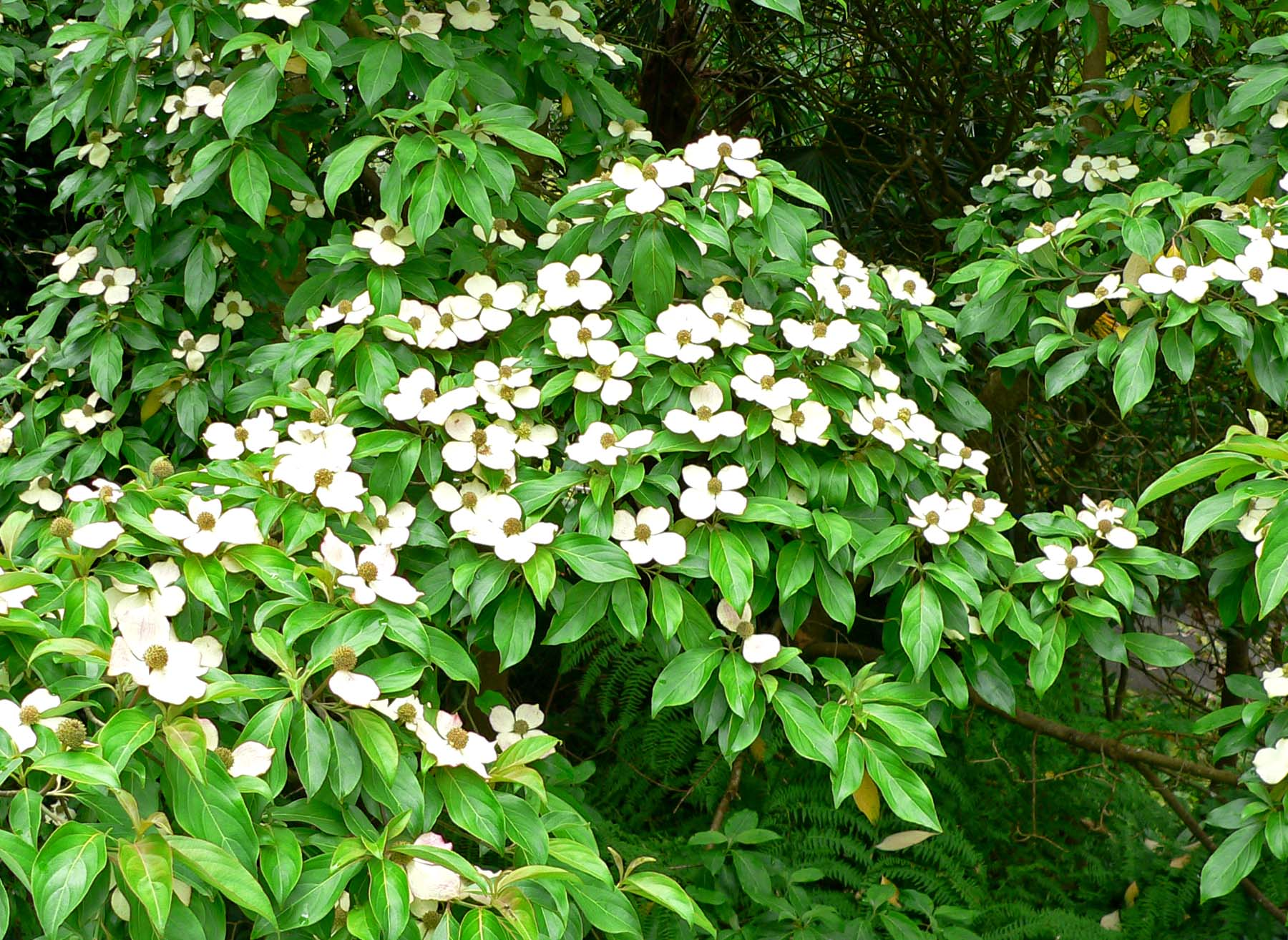
Kvetoucí keř
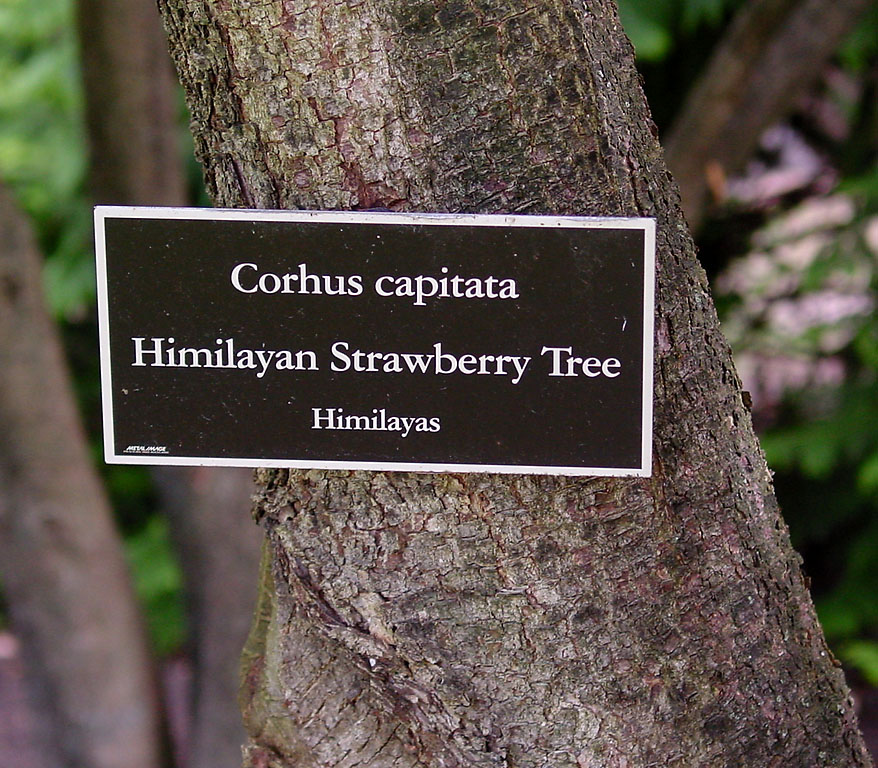
Detail kmene
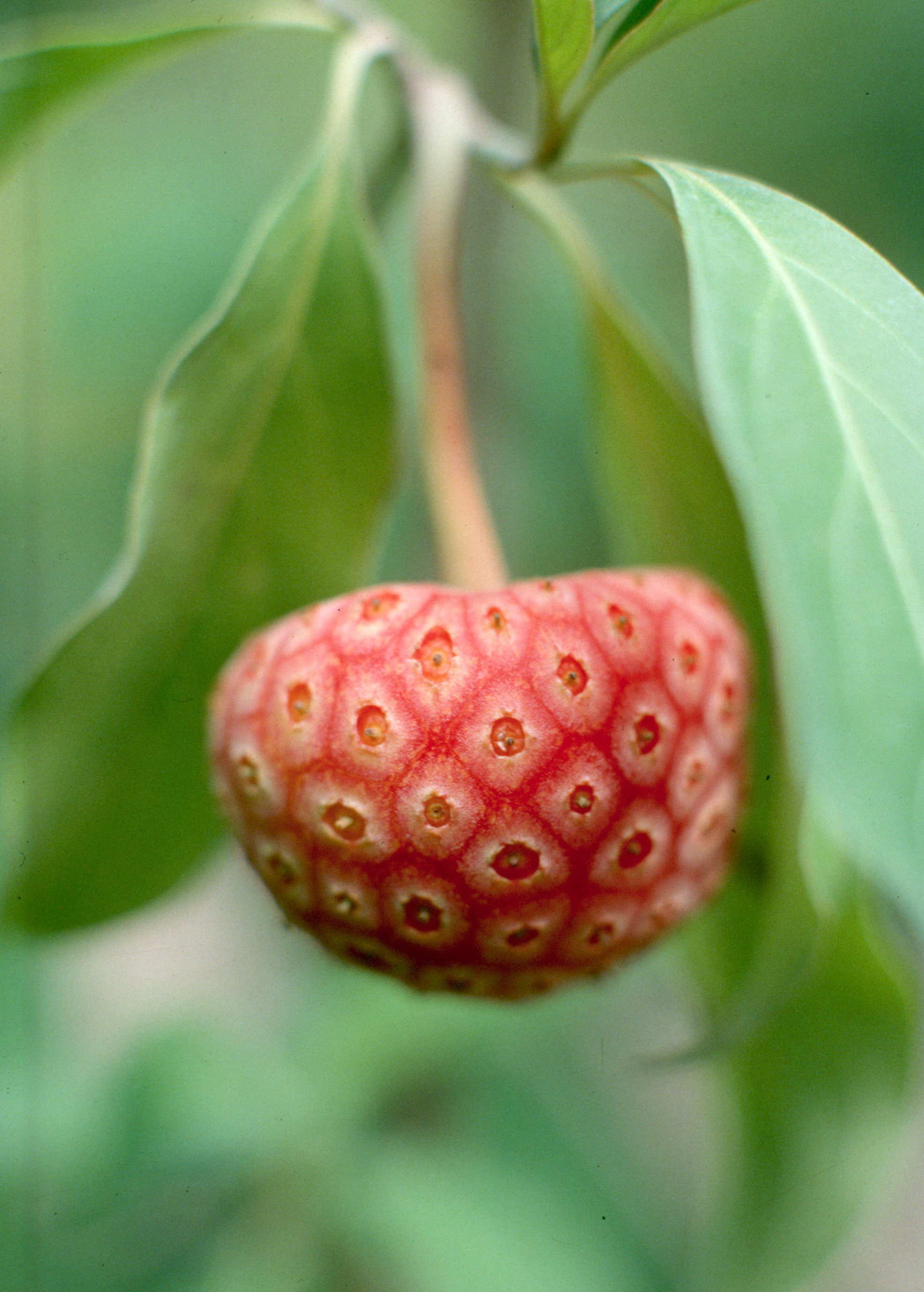
Detail zralého plodenství

## Využití
Nápadné červené a sladké plody (přesněji plodenství) jsou za zralosti jedlé. Obdobná jedlá plodenství má i dřín japonský. Kůra je využívána v medicíně, z větví a listů je získáván tanin. V našich podmínkách není mrazuvzdorný a ve sbírkách našich botanických zahrad není uváděn.